# Рыбки (деревня, Смоленская область)
 Рыбки — деревня в Сафоновском районе Смоленской области России. Расположена в центральной части области в 16 км к северо-западу от Сафонова, в 4 км к северу от автомагистрали М1 «Беларусь», на берегу реки Ведоса. В 6 км к югу от деревни железнодорожная станция Вышегор на линии Москва-Минск. Административный центр Рыбковского сельского поселения.

## История
Смоленская стратегическая наступательная операция (Операция «Суворов») (7.08.1943 — 2.10.1943)
2 августа 1943 года, в ходе подготовки к новому наступлению, дивизия сдала свой участок другому соединению и совершила марш с левого на правое крыло армии, в район с. Капыревщина. 8 августа, начав наступление на своем участке, преодолевая оборонительные рубежи противника, дивизия ведет наступление в район деревень Яново и Рыбки на р. Ведоса. Отразив ряд вражеских контратак и истребив немало фашистов, бойцы дивизии сами понесли значительные потери и 9 августа продолжали вести бои в районе д. Рыбки совместно с другими частями 31-й армии. В этот день смертью храбрых пал командир дивизии полковник А. Ф. Болотов, командовавший ею с апреля 1942 года. Среди личного состава комдив пользовался непререкаемым авторитетом и любовью. Часто бывая на переднем крае обороны в частях, он знал многих ветеранов не просто в лицо, а величал их по имени и отчеству. Дивизия, под командованием полковника Болотова, выпускника Академии им. Фрунзе 1938 года, выделялась высокой боеспособностью. Перед началом наступления в её составе уже было 3750 воинов, награждённых орденами и медалями. Весть о гибели этого командира быстро облетела все войска армии и глубокой болью отозвалась в сердцах воинов.
"Близ ныне несуществующей деревни Гаврилово при освобождении рыбковской земли пали смертью храбрых два офицера советской армии – командир 88-й стрелковой дивизии Болотов Андрей Филлипович и капитан этой дивизии Чагин Владислав Анатольевич. Наша армия перешла в наступление, закрепив свои позиции в рыбковских лесах, неся большие потери. Командир дивизии Болотов и капитан Чагин выбрали высоту и установили, на ней наблюдательный пункт, чтобы оттуда можно было лучше управлять боем. - Владислав Чагин был у меня помощником в тот момент, - начинает свой рассказ майор Гардер. – еще в ноябре 1942 года, когда я подбирал себе помощника, я встретился с Чагиным. И скажу сразу, мне понравился его энергичный вид, расторопность, культура в штатной работе. Я ему предложил, он согласился, и стал работать в моем отделении - в штабе 88-й стрелковой дивизии. Мы с ним проработали, вплоть до этого трагического случая. Я не имел к нему никаких претензий. Он работал честно и добросовестно, неоднократно во всех наступательных операциях выполнял вполне ответственно поручения старших командиров, как подобает советскому офицеру.В августе наша дивизия вновь перешла в наступление и погнала оккупантов на запад. Ломая сопротивление врага, бойцы и офицеры уверенно продвигались вперед. Немцы предпринимали частые контратаки. Бросали вперед авиацию, танки и самоходные пушки. Завязались тяжелые, кровавые бои на подступах к деревни Рыбки. Командир дивизии Болотов взял с собой Чагина и ушел на наблюдательный пункт, чтобы оттуда все видеть и лично самому управлять боем. Капитан Чагин должен был ему помогать, передовая приказы комдива по радио и телефону. К обеду 9 августа наши полки продвинулись вперед. Капитан Чагин по телефону предупредил меня о том, что командир дивизии идет вперед и что он идет вместе с ним. Через некоторое время связь с ним опять была восстановлена. Как выяснилось, они находились на новом месте, на высоте, откуда было видно все как на ладони. Через некоторое время Чагин передал мне, что видит 15 танков противника, которые двигаются к высоте как раз той, где они находились в тот момент. В дальнейшем я слышал его команды, которые он передавал от имени командира дивизии к нашим артиллеристам. Потом он передал мне, что немецкие танки начинают разворачиваться в боевой порядок, и начинают вести сильный огонь по высоте, где они располагаются. Спустя пару минут танки противника пошли в атаку на эту высоту. Помню как Чагин в перерывах между командами, передаваемыми артиллеристам, несколько раз сообщал мне, шутя, что у него и у комдива в ушах и за воротником полно земли, что они уже хорошо все засыпаны землею. Эта была работа немецких снарядов, которые рвались вблизи высоты, на которой находились Болотов и Чагин. Но, несмотря на это оба они не ушли со своего пункта наблюдения и продолжали вести борьбу с танками. Вызванный капитаном Чагиным артиллерийский огонь, остановил атаку танков. Три танки неприятеля были подбиты и уже горели на подступах к высоте, остальные остановились и открыли интенсивный огонь по наблюдательному пункту, где находились два офицера. Было предложено им сменить пункт и перейти на другое место, но они остались на месте, так как эта позиция была наиболее выгодна для нанесения контратак по противнику. При очередном разговоре с капитаном Чагиным внезапно прервалась связь. Я долго вызывал по телефону Владислава, но все попытки были тщетны. Связь не работала. Через некоторое время с одного из наблюдательного пункта соседнего полка мне позвонили, что во время прямого попадания снаряда убиты командир дивизии Болотов Андрей Филлипович и капитан Чагин Владислав Анатольевич. Мы все кто остался жив после войны, и кто погиб тогда за рыбковские высоты помним этих двух офицеров, как храбрых, честных и преданных своей Родине погибших на своем боевом посту. Хочется добавить, что многие советские воины тогда не вернулись из этого боя. После небольшого затишья, полковника Болотова А.Ф. похоронили в Вязьме. Но, к сожалению больше сведений, о нем нет. О Владиславе Чагине известно, что он родился в 1918 году в городе Белозерске. Когда началась война, Владислав учился на четвертом курсе Ленинградского университета физико-математического факультета. В августе 1941 года был призван в советскую армию, прошел ускоренный курс в Куйбышевском военном артиллерийском училище. Был единственным сыном в семье. У деревни Гаврилово была могила Чагина, его сразу же похоронили там однополчане после боя 9 августа 1943 года, за которой ухаживали долгое время жители деревни. В 1954 году останки капитана Чагина В.А. были перезахоронены в городе Сафоново." [1]
О напряженности боев в первых числах августа свидетельствует подвиг, отмеченный орденами, подполковника Люлькова Г. Ф. и капитана Соломина А. В., которые 10 августа оказались в окружении противника и, вызвав артогонь на себя, уничтожили его.
В последующие дни бои то затихали, то возобновлялись с новой силой. Удалось лишь вклиниться в главную полосу вражеской обороны на 4-6 километров и закрепиться на достигнутых рубежах, отражая многочисленные контратаки противника ведущего на этом участке фронта жесткую оборону. 20 августа командование приостановило наступление войск Калининского и Западного фронта, чтобы провести более основательную подготовку удара по противнику. В ночь на 23 августа дивизия, в ходе перегруппировки, передала свой участок другому соединению и возвратилась в район г. Сафоново.
Новое наступление началось 30 августа (Ельнинско-Дорогобужская операция 28 августа — 6 сентября 1943). И снова разгорелись кровопролитные бои. 31 августа гитлеровцы начали отвод войск, понесших большие потери. К утру 31 августа по предложению начальника штаба армии генерала М. И. Щедрина командир 45-го корпуса генерал С. Г. Поплавский сформировал в 251-й и 88-й дивизиях подвижные передовые отряды и двинул их в неотступное преследование противника. В скоротечных боях отряды смело и решительно сбивали вражеские арьергарды с промежуточных рубежей, расчищая путь главным силам. На рассвете под прикрытием огня артиллерии они ворвались в оборону фашистов на западном берегу реки Вопец. Для противника это оказалось полной неожиданностью. Вслед за передовыми отрядами реку форсировали главные силы дивизии, захватив несколько населенных пунктов. Жаркие бои разыгрались у каждого населенного пункта, у каждого выгодного в тактическом отношении рубежа. У деревни Сельцо две пехотные роты противника встретили стрелковый батальон 611-го полка массированным огнём. Командир батальона направил одну роту в обход деревни. Удар с тыла оказался для противника неожиданным. Оставив на поле боя 30 трупов, они поспешно отошли в северо-западном направлении. К концу дня дивизия занимала рубеж в районе Кряжево южнее Сафоново. Медленное продвижение вперед продолжалось. Ожесточённый бой разгорелся у совхоза Засижье на берегу Днепра. Немецкое командование усилило остатки подразделений 337-й пехотной дивизии, оборонявшейся в этом районе, подразделениями 18-й моторизованной дивизии. Атака совхоза началась ночью. Преодолев проволочное заграждение, воины 611-го сп стремительной атакой выбили противника из укреплений. Но тут же вражеская пехота с двух направлений бросилась в контратаку. Отбив её, батальоны 611-го полка и подоспевшего сюда 426-го полка ворвались в совхоз. Когда совхоз был полностью освобождён, среди развалин построек бойцы насчитали более 200 вражеских трупов. Продолжая наступление части дивизии освободили в этот день ещё несколько населенных пунктов. Восточнее Ярцево фашистам все же удалось закрепиться на некоторое время на втором рубеже обороны. С 6 до 15 сентября войска армии преостановили наступление, подготавливая новый прорыв. 88-я дивизия в составе 45-го стрелкового корпуса по приказу командующим фронтом готовилась к переходу в 68-ю армию генерала Е. П. Журавлева, куда и была передана 18-20 сентября. В ходе Смоленской стратегической наступательной операции дивизия освободила десятки сел и деревень Сафоновского, Ярцевского и Рудневского районов Смоленской области. 2 октября 1943 года Смоленская наступательная операция была завершена. В эти дни развернулась битва за Днепр и поэтому возникла необходимость продолжения активных действий на витебском, оршанском и могилевском направлениях с целью сковывания основных сил группы армий «Центр». Проведением ряда частных операций, Калининский и Западный фронты выполнили поставленную задачу и не позволили противнику перебрасывать силы на южное направление, где решалась главная задача кампании.
8-го октября в числе первых 88-я дивизия вступила на белорусскую землю у погоста Фомина Дубровенского района Витебской области.
до войны около кладбища стояла церковь, которая была разрушена во время ВОВ.С 2011 года в деревне возводится церковь.

## Экономика
Сельскохозяйственное предприятие. В 1980-х годах крупный свиноводческий комплекс (сейчас не работает)

## Достопримечательности
В деревне родился Герой Советского Союза Рудаков Е. М.